# جام باشگاه‌های جهان ۲۰۲۰
جام باشگاه‌های جهان ۲۰۲۰ قطر هفدهمین دوره از جام باشگاه‌های جهان بود، یک تورنمنت بین‌المللی فوتبال باشگاهی سازماندهی شده توسط فیفا بین برندگان شش کنفدراسیون قاره‌ای و همچنین قهرمان لیگ کشور میزبان. این مسابقات به میزبانی قطر برگزار شد.
این رویداد به دلیل دنیاگیری کروناویروس به سال ۲۰۲۱ موکول شد، زیرا قهرمانان ای‌اف‌سی، کونمبول و کونکاکاف هنوز مشخص نشده بود. در ابتدا قرار بود مسابقات در دسامبر سال ۲۰۲۰ برگزار شود، اما در ۱۷ نوامبر همان سال فیفا اعلام کرد که این مسابقات بین ۱ تا ۱۱ فوریه ۲۰۲۱ برگزار می‌شود.
در ابتدا قرار بود هفت تیم در این مسابقات شرکت کنند. با این حال، اوکلند سیتی، نماینده اقیانوسیه به دلیل دنیاگیری کووید-۱۹ و اقدامات قرنطینه مرتبط توسط مقامات نیوزیلند از مسابقات کنار کشید. در نتیجه، تنها شش تیم با هم رقابت کردند و بازی دور اول، که در ابتدا در تاریخ ۱ فوریه ۲۰۲۱ برنامه ریزی شده بود، به عنوان برد ۳–۰ به حریف مرحله اول، الدحیل، نماینده قطر، اهدا شد که در ۴ فوریه ۲۰۲۱ به طور خودکار به مرحله دوم راه یافت.
لیورپول، مدافع عنوان قهرمانی، به دلیل حذف در مرحله یک‌هشتم نهایی لیگ قهرمانان اروپا ۲۰–۲۰۱۹، واجد شرایط نشد. برنده نهایی آن رقابت‌ها، بایرن مونیخ، برای دومین بار قهرمان جام باشگاه‌های جهان شد و الاهلی را با نتیجه ۲–۰ در نیمه نهایی و  تیگرس اونال را با نتیجه ۱–۰ در فینال شکست داد. با به دست آوردن این عنوان، بایرن مونیخ تنها دومین باشگاه در تاریخ فوتبال اروپا شد (پس از بارسلونا در سال ۲۰۰۹) که هر شش رقابتی را که وارد آن شده بود (که معمولاً به عنوان یک شش‌گانه شناخته می‌شود) در یک سال تقویمی برنده می‌شود.

## انتخاب میزبان
با پیشنهادهایی برای گسترش جام باشگاه‌های جهان، فیفا اعلام میزبان را به تأخیر انداخت. در ۲۸ مه ۲۰۱۹، فیفا اعلام کرد که میزبان مسابقات ۲۰۱۹ و ۲۰۲۰ در جلسه شورای فیفا در پاریس، فرانسه در ۳ ژوئن ۲۰۱۹ منصوب می‌شود.
قطر به عنوان میزبان مسابقات ۲۰۱۹ و ۲۰۲۰ در ۳ ژوئن ۲۰۱۹ منصوب شد، و به عنوان مسابقات آزمایشی پیش از میزبانی جام جهانی فوتبال ۲۰۲۲ خدمت کرد.

## تیم‌های راه‌یافته
| تیم                  | کنفدراسیون         | صلاحیت                             | تاریخ صلاحیت       | حضور (پررنگ نشان‌دهنده قهرمانی است)                                 |
| ورود از نیمه نهایی   | ورود از نیمه نهایی | ورود از نیمه نهایی                 | ورود از نیمه نهایی | ورود از نیمه نهایی                                                 |
| -------------------- | ------------------ | ---------------------------------- | ------------------ | ------------------------------------------------------------------ |
| بایرن مونیخ          | یوفا               | قهرمان لیگ قهرمانان اروپا ۲۰–۲۰۱۹  | ۲۳ اوت ۲۰۲۰        | دومین (قبلی: ۲۰۱۳)                                                 |
| پالمیراس             | کونمبول            | قهرمان جام لیبرتادورس ۲۰۲۰         | ۳۰ ژانویه ۲۰۲۱     | اولین                                                              |
| ورود از مرحله دوم    |                    |                                    |                    |                                                                    |
| الاهلی               | کاف                | قهرمان لیگ قهرمانان آفریقا ۲۰–۲۰۱۹ | ۲۷ نوامبر ۲۰۲۰     | ششمین (قبلی: ۲۰۰۵، ۲۰۰۶، ۲۰۰۸، ۲۰۱۲، ۲۰۱۳)                         |
| اولسان هیوندای       | ای‌اف‌سی             | قهرمان لیگ قهرمانان آسیا ۲۰۲۰      | ۱۹ دسامبر ۲۰۲۰     | دومین (قبلی: ۲۰۱۲)                                                 |
| تیگرس اونال          | کونکاکاف           | قهرمان لیگ قهرمانان کونکاکاف ۲۰۲۰  | ۲۲ دسامبر ۲۰۲۰     | اولین                                                              |
| ورود از مرحله اول    |                    |                                    |                    |                                                                    |
| الدحیل               | ای‌اف‌سی (میزبان)    | قهرمان لیگ ستارگان قطر ۲۰–۲۰۱۹     | ۲۷ سپتامبر ۲۰۲۰    | اولین                                                              |
| اوکلند سیتی (انصراف) | اواف‌سی             | انتخاب اواف‌سی                      | ۱۹ نوامبر ۲۰۲۰     | دهمین (قبلی: ۲۰۰۶، ۲۰۰۹، ۲۰۱۱، ۲۰۱۲، ۲۰۱۳، ۲۰۱۴، ۲۰۱۵، ۲۰۱۶، ۲۰۱۷) |

یادداشت
1. ↑  الدحیل در ۲۱ اوت ۲۰۲۰ قهرمان لیگ ستارگان قطر ۲۰–۲۰۱۹ شد. اما صلاحیت آنها پس از حذف السد از لیگ قهرمانان آسیا ۲۰۲۰ به عنوان آخرین تیم از قطر در ۲۷ سپتامبر ۲۰۲۰ رسماً تأیید شد.
2. ↑  در ۱۵ ژانویه ۲۰۲۱، فیفا اعلام کرد که تیم اوکلند سیتی به دلیل دنیاگیری کووید-۱۹ و اقدامات قرنطینه مرتبط با آن که توسط مقامات نیوزیلند مورد نیاز است، از مسابقات خارج شده‌است.
3. ↑  در ۴ سپتامبر ۲۰۲۰، کنفدراسیون فوتبال اقیانوسیه اعلام کرد که مرحله حذفی لیگ قهرمانان اقیانوسیه ۲۰۲۰ به دلیل محدودیت‌های مرزی ناشی از دنیاگیری کووید-۱۹ لغو شد و به هیچ تیمی عنوان قهرمانی اعطا نمی‌شود.[۱۳] نماینده اواف‌سی در جام باشگاه‌های جهان ۲۰۲۰ که در اصل قهرمان لیگ قهرمانان اقیانوسیه بود، در ۱۹ نوامبر ۲۰۲۰ اوکلند سیتی انتخاب شد. این تیم که توسط کمیته اجرایی اواف‌سی انتخاب شده‌بود، در رده بندی باشگاه‌ها اول شد و بقیه تیم‌ها هم جایگاه خود را در رده‌بندی پیدا کردند[۱۴]

## ورزشگاه‌ها
این مسابقات در شهر الریان، در ورزشگاه احمد بن علی و ورزشگاه شهر آموزش برگزار شد. هر دو مکان ۴۰,۰۰۰ صندلی داشتند و بعداً میزبان مسابقات جام جهانی فوتبال ۲۰۲۲ بودند. به دلیل دنیاگیری کووید-۱۹ در قطر، حضور تماشاگران تنها به ۳۰ درصد از ظرفیت ورزشگاه‌ها محدود شد. ورزشگاه سوم در الریان، ورزشگاه بین‌المللی خلیفه، در ابتدا میزبان دو مسابقه بود، اما پس از خروج اوکلند سیتی و تجدید نظر بعدی در برنامه بازی، از آن برای مسابقات استفاده نشد.

## داوران
هفت داور، دوازده کمک داور و هفت کمک داور ویدیویی برای مسابقات تعیین شدند. داور برزیلی، ادینا آلوز باتیستا اولین زنی بود که در مسابقات مردان بزرگسالان فیفا قضاوت کرد.
| کنفدراسیون | داور                  | کمک داور                            | کمک‌داور ویدئویی                  |
| ---------- | --------------------- | ----------------------------------- | -------------------------------- |
| ای‌اف‌سی     | محمد عبدالله حسن محمد | - محمد الحمدی - حسن المهری          | خمیس المری                       |
| کاف        | مگات ندیایه           | - جبریل کامارا - الحاجی مالیک سامبا | رضوان جید                        |
| کونکاکاف   | ماریو اسکوبار         | - نیکولاس اندرسون - هومبرتو پانجوج  | درو فیشر                         |
| کونمبول    | ادینا آلوز باتیستا    | - نئوزا بک - ماریانا ده آلمیدا      | - خولیو باسکونیان - نیکولاس گالو |
| کونمبول    | استبان اوستویچ        | نیکولاس تاران ریچارد ترینیداد       | - خولیو باسکونیان - نیکولاس گالو |
| اواف‌سی     | عبدالقادر زیتونی      |                                     |                                  |
| یوفا       | دنی ماکلی             | - ماریو دیکس - هیسل استیگسترا       | - کوین بلوم - یوچم کامفویس       |

## بازیکنان
هر تیم باید یک ترکیب ۲۳ نفره (که سه نفر از آنها باید دروازه‌بان می‌بودند) را نام می‌برد. تعویض مصدومان تا ۲۴ ساعت قبل از اولین بازی تیم مجاز بود.

## مسابقات
برنامه مسابقات در ۲۳ دسامبر ۲۰۲۰ اعلام شد. قرعه کشی مسابقات نیز در تاریخ ۱۹ ژانویه ۲۰۲۱، ساعت ۱۶:۰۰ سی‌ای‌تی (یوتی‌سی ۱:۰۰+)، در مقر فیفا در زوریخ، سوئیس برگزار شد تا مسابقات مرحله دوم (بین برنده مرحله اول و نمایندگان ای‌اف‌سی، کاف و کونکاکاف) و حریفان دو برنده مرحله دوم در مرحله نیمه نهایی (در برابر تیم‌های کونمبول و یوفا) را مشخص کند. در زمان قرعه کشی، هویت نماینده کونمبول مشخص نبود.
اگر یک مسابقه بعد از زمان عادی بازی مساوی می‌شد:
- برای مسابقات حذفی وقت اضافه انجام می‌شد. اگر بعد از وقت اضافه باز هم مساوی بود، ضربات پنالتی برای تعیین برنده انجام می‌شد.
- برای مسابقه مقام سوم و پنجم وقت اضافه انجام نمی‌شد و برای تعیین برنده، ضربات پنالتی انجام می‌شد.

|  | مرحله اول                 | مرحله اول                 |                           |             | مرحله دوم                | مرحله دوم                |         |         | نیمه نهایی | نیمه نهایی |  |  | فینال                     | فینال                     |
|  | ۱ فوریه – الریان (ا.ب.ع.) |                           |                           |             |                          |                          |         |         |            |            |  |  |                           |                           |
|  | الدحیل(پ. ف)              | ۳                         |                           |             | ۴ فوریه – الریان (آموزش) | ۴ فوریه – الریان (آموزش) |         |         |            |            |  |  |                           |                           |
|  | الدحیل(پ. ف)              | ۳                         |                           |             | ۴ فوریه – الریان (آموزش) | ۴ فوریه – الریان (آموزش) |         |         |            |            |  |  |                           |                           |
|  | اوکلند سیتی               | ۰                         |                           |             | الدحیل                   | ۰                        |         |         |            |            |  |  |                           |                           |
|  | اوکلند سیتی               | ۰                         | ۸ فوریه – الریان (ا.ب.ع.) |             | الدحیل                   | ۰                        |         |         |            |            |  |  |                           |                           |
|  |                           |                           |                           |             | الاهلی                   | ۱                        |         |         |            |            |  |  |                           |                           |
|  | الاهلی                    | ۰                         |                           |             | الاهلی                   | ۱                        |         |         |            |            |  |  |                           |                           |
|  | الاهلی                    | ۰                         |                           |             |                          |                          |         |         |            |            |  |  |                           |                           |
|  |                           |                           | بایرن مونیخ               | ۲           |                          |                          |         |         |            |            |  |  |                           |                           |
|  |                           |                           | بایرن مونیخ               | ۲           |                          |                          |         |         |            |            |  |  |                           |                           |
|  |                           |                           | ۱۱ فوریه – الریان (آموزش) |             |                          |                          |         |         |            |            |  |  |                           |                           |
|  |                           |                           |                           |             |                          |                          |         |         |            |            |  |  |                           |                           |
|  | بایرن مونیخ               | ۱                         |                           |             |                          |                          |         |         |            |            |  |  |                           |                           |
|  | بایرن مونیخ               | ۱                         | ۴ فوریه – الریان (ا.ب.ع.) |             |                          |                          |         |         |            |            |  |  |                           |                           |
|  |                           | تیگرس اونال               | ۰                         |             |                          |                          |         |         |            |            |  |  |                           |                           |
|  |                           |                           | ۰                         | تیگرس اونال | ۲                        |                          |         |         |            |            |  |  |                           |                           |
|  | ۷ فوریه – الریان (آموزش)  |                           |                           | تیگرس اونال | ۲                        |                          |         |         |            |            |  |  |                           |                           |
|  |                           | اولسان هیوندای            | ۱                         |             |                          |                          |         |         |            |            |  |  |                           |                           |
|  | تیگرس اونال               | اولسان هیوندای            | ۱                         | ۱           |                          |                          |         |         |            |            |  |  |                           |                           |
|  | تیگرس اونال               | مقام پنجم                 | مقام پنجم                 | ۱           |                          |                          | رده‌بندی | رده‌بندی |            |            |  |  |                           |                           |
|  |                           | مقام پنجم                 | مقام پنجم                 |             | پالمیراس                 | ۰                        | رده‌بندی | رده‌بندی |            |            |  |  |                           |                           |
|  | الدحیل                    | ۳                         | الاهلی                    | ۰ (۳)       | پالمیراس                 | ۰                        |         |         |            |            |  |  |                           |                           |
|  | الدحیل                    | ۳                         | الاهلی                    | ۰ (۳)       |                          |                          |         |         |            |            |  |  |                           |                           |
|  | اولسان هیوندای            | ۱                         | پالمیراس                  | ۰ (۲)       |                          |                          |         |         |            |            |  |  |                           |                           |
|  | اولسان هیوندای            | ۱                         | پالمیراس                  | ۰ (۲)       |                          |                          |         |         |            |            |  |  |                           |                           |
|  | ۷ فوریه – الریان (ا.ب.ع.) | ۷ فوریه – الریان (ا.ب.ع.) |                           |             |                          |                          |         |         |            |            |  |  | ۱۱ فوریه – الریان (آموزش) | ۱۱ فوریه – الریان (آموزش) |

تمامی زمان‌ها به وقت محلی می‌باشند، (یوتی‌سی ۳:۰۰+).

### مرحله اول
| الدحیل | ۳–۰ پ. ف | اوکلند سیتی |
| ------ | -------- | ----------- |
|        | گزارش    |             |

### مرحله دوم
| تیگرس اونال                | ۲–۱   | اولسان هیوندای |
| -------------------------- | ----- | -------------- |
| ژینیاک ۳۸'، ۴۵+۵' (پنالتی) | گزارش | کیم کی-هی ۲۴'  |

| الدحیل | ۰–۱   | الاهلی     |
| ------ | ----- | ---------- |
|        | گزارش | الشحات ۳۰' |

### مقام پنجم
| اولسان هیوندای    | ۱–۳   | الدحیل                               |
| ----------------- | ----- | ------------------------------------ |
| یون بیت-گارام ۶۲' | گزارش | ادمیلسون ۲۱' · مونتاری ۶۶' · علی ۸۲' |

### نیمه نهایی
| پالمیراس | ۰–۱   | تیگرس اونال    |
| -------- | ----- | -------------- |
|          | گزارش | ژینیاک ۵۴' (پ) |

| الاهلی | ۰–۲   | بایرن مونیخ         |
| ------ | ----- | ------------------- |
|        | گزارش | لواندوفسکی ۱۷'، ۸۵' |

### رده بندی
| الاهلی                                     | ۰–۰ (و.ا.) | پالمیراس                                                     |
| ------------------------------------------ | ---------- | ------------------------------------------------------------ |
|                                            | گزارش      |                                                              |
| ضربات پنالتی                               |            |                                                              |
| - بانون - السولیه - م. محسن - هانی - آجایی | ۳–۲        | - رونی - لوئیز آدریانو - گوستاوو اسکارپا - گومز - فیلیپه ملو |

### فینال
| بایرن مونیخ | ۱–۰   | تیگرس اونال |
| ----------- | ----- | ----------- |
| پاوارد ۵۹'  | گزارش |             |

## قهرمان
| قهرمان جام باشگاه‌های جهان ۲۰۲۰ |
| ------------------------------ |
| بایرن مونیخ                    |
| دومین قهرمانی                  |

## گلزنان
| رتبه | بازیکن           | باشگاه         | تعداد گل |
| ---- | ---------------- | -------------- | -------- |
| ۱    | آندره-پیر ژینیاک | تیگرس اونال    | ۳        |
| ۲    | روبرت لواندوفسکی | بایرن مونیخ    | ۲        |
| ۳    | المعز علی        | الدحیل         | ۱        |
| ۳    | ادمیلسون         | الدحیل         | ۱        |
| ۳    | حسین الشحات      | الاهلی         | ۱        |
| ۳    | کیم کی-هی        | اولسان هیوندای | ۱        |
| ۳    | محمد مونتاری     | الدحیل         | ۱        |
| ۳    | بنجامین پاوارد   | بایرن مونیخ    | ۱        |
| ۳    | یون بیت-گارام    | اولسان هیوندای | ۱        |

## جوایز
در پایان مسابقات جوایز زیر اهدا شد. روبرت لواندوفسکی از بایرن مونیخ برنده جایزه توپ طلای تحت حمایت آدیداس شد که به طور مشترک با جایزه علی‌بابا کلود برای بهترین بازیکن مسابقات اعطا می‌شود.
| توپ طلای آدیداس جایزه علی‌بابا کلود | توپ نقره آدیداس                | توپ برنز آدیداس           |
| ---------------------------------- | ------------------------------ | ------------------------- |
| روبرت لواندوفسکی (بایرن مونیخ)     | آندره-پیر ژینیاک (تیگرس اونال) | یوزوآ کیمیش (بایرن مونیخ) |
| جایزه بازی جوانمردانه              |                                |                           |
| الدحیل                             |                                |                           |

فیفا همچنین جایزه بهترین بازیکن بازی را در این مسابقات معرفی کرد.
| مسابقه | بهترین بازیکن بازی | باشگاه      | حریف           |
| ------ | ------------------ | ----------- | -------------- |
| ۲      | آندره-پیر ژینیاک   | تیگرس اونال | اولسان هیوندای |
| ۳      | ایمن اشرف          | الاهلی      | الدحیل         |
| ۴      | ادمیلسون           | الدحیل      | اولسان هیوندای |
| ۵      | لوئیس کویینونز     | تیگرس اونال | پالمیراس       |
| ۶      | روبرت لواندوفسکی   | بایرن مونیخ | الاهلی         |
| ۷      | محمد الشناوی       | الاهلی      | پالمیراس       |
| ۸      | یوزوآ کیمیش        | بایرن مونیخ | تیگرس اونال    |